# Glyptodon
 Glyptodon  ist eine Gattung der Säugetiere aus dem Pleistozän von Südamerika, die vor etwa 12.000 Jahren ausstarb. Richard Owen beschrieb 1839 diese Form Gepanzerter Nebengelenktiere erstmals wissenschaftlich.

## Beschreibung

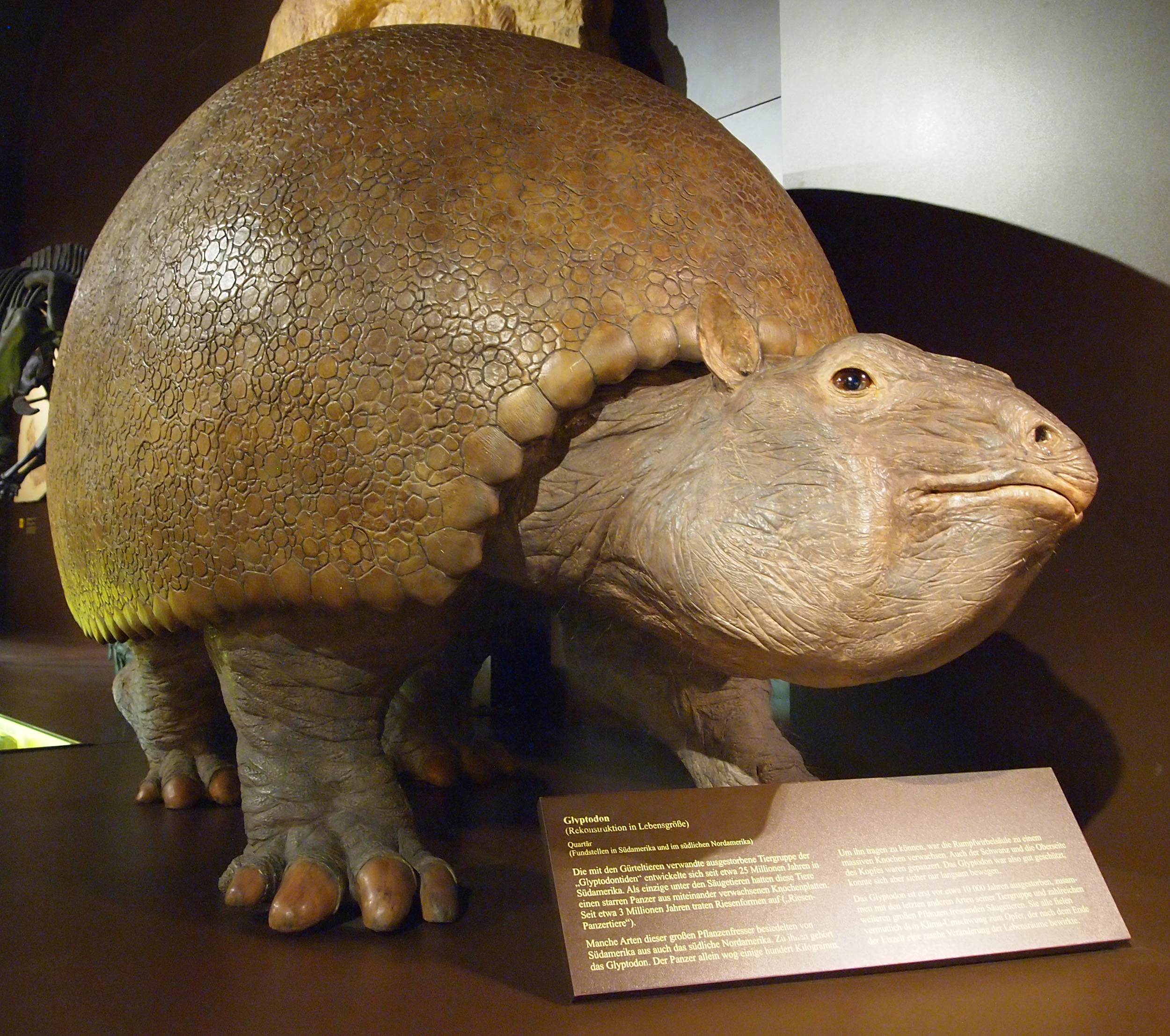
Lebensbild von Glyptodon als Modell im Museum Mensch und Natur

Die Gattung gehörte zu den größten Vertretern innerhalb der Glyptodonten (Glyptodontidae). Der kuppelförmige Rückenpanzer bestand wie bei den anderen Gattungen dieses Taxons aus miteinander verwachsenen vieleckigen Hautverknöcherungen (osteodermaler Panzer).
Während Glyptodon genau wie das ähnliche Glyptotherium aus Nordamerika einen vollständig in bewegliche Ringe gegliederten Schwanzpanzer besaß, hatten andere Gattungen wie Panochthus und Doedicurus eine starre Röhre am Schwanzende. Glyptodon konnte ein Gewicht von bis zu 1.400 Kilogramm bei einer Größe von mehr als drei Metern erreichen; damit entsprach es etwa einem Spitzmaulnashorn. Am Ende der letzten Kaltzeit verschwand es im Zuge der Quartären Aussterbewelle. Die jüngsten Funde stammen aus Brasilien und sind etwa 12.000 Jahre alt.

## Lebensweise und Verbreitung
Glyptodon war bis in das späteste Jungpleistozän in Südamerika verbreitet. Es ernährte sich wie die übrigen Glyptodonten von Gras und war ein Bewohner der Savanne.
Funde aus Florida zeigen, dass diese Tiere nicht völlig sicher vor Raubtieren waren. Subadulte (nicht ausgewachsene) Individuen konnten von Jaguaren erbeutet werden, die sie durch einen Biss in den noch relativ schlecht geschützten Schädel töteten.

## Literatur

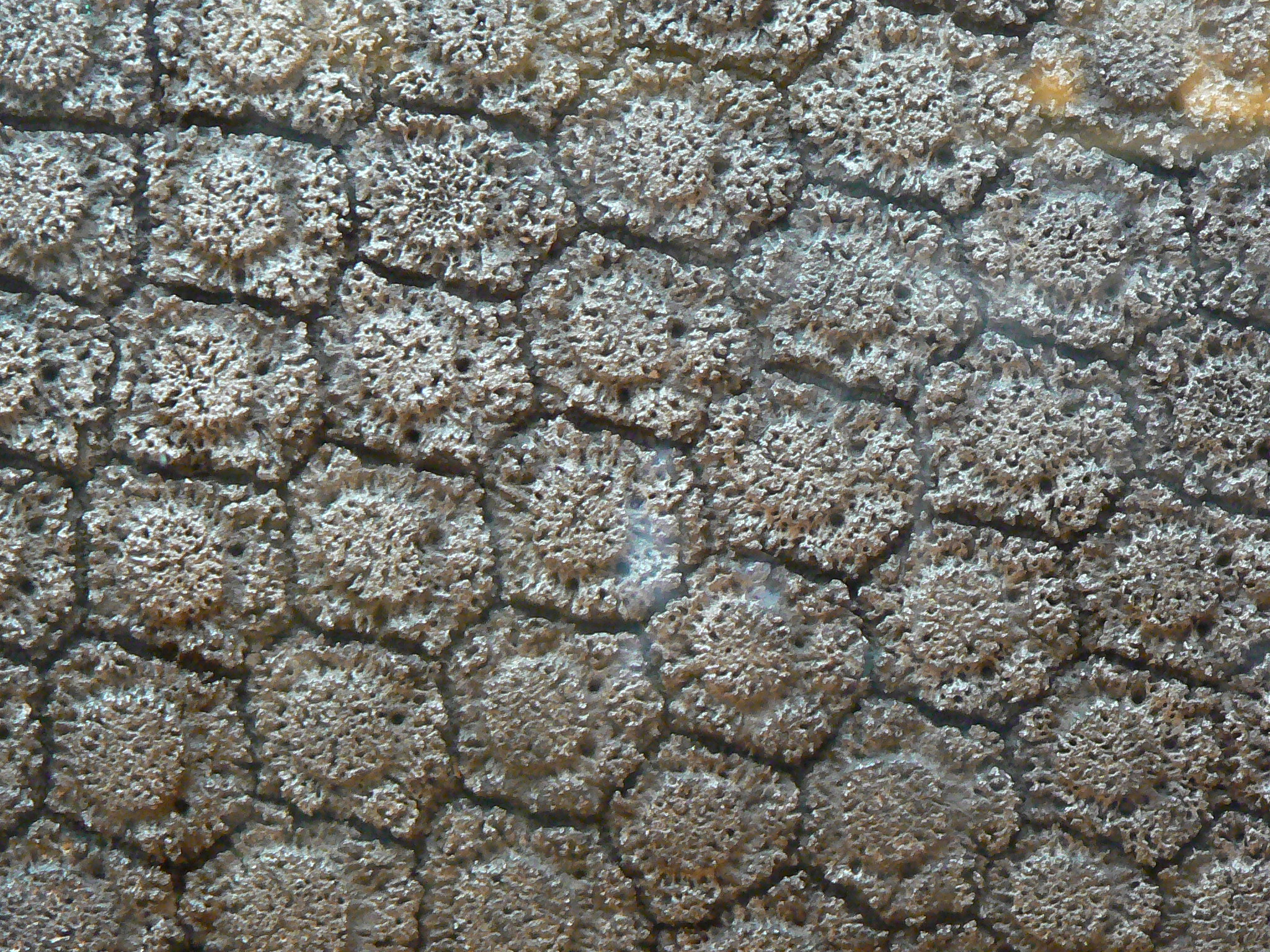
Die vieleckigen osteodermalen Elemente, die den Rückenpanzer bilden, in der Nahansicht